# スラク級
スラク級（-きゅう、 Surak class）はアメリカのSFドラマシリーズ『スタートレック』に登場する宇宙艦の級名。

## 宇宙艦隊のスラク級
U.S.S.ザパタ (USS Zapata, NCC-33184)
劇中では1隻のみ名前だけで登場するクラス。バルカン哲学の始祖、スラクに由来する。2366年、ガンマ・エランディ星雲における調査任務を終えた後のU.S.S.エンタープライズDと合流する予定だった船。

## バルカンのスラク級
22世紀中頃に運用されていたバルカン (スタートレック)の巡洋戦艦。ワープ6.5で巡航可能、最高速度はワープ7以上。当時のバルカン船に共通するリング状のワープナセルの内側に、「卜」の字を横に倒したような形状の船体が接続されている。船体の塗装は赤銅色。全長はNX級の2倍以上もあり、この時代のアルファ宇宙域ではトップクラスの戦闘能力を誇る非常に強力な船である。
防御スクリーンやトラクタービームなど、地球連合の宇宙艦隊がまだ持っていないシステムを装備している。

### 宇宙船一覧
ニヴァー（Ni'Var）
ソペク船長の指揮。バルカンへの帰還を命じられたトゥポルを引き取るためエンタープライズと合流するが、トゥポルはアーチャー船長とともにコリダンの過激派に捕らわれていた。ソペク船長は彼らを救出するため実力行使を主張、保安部隊を地上に派遣し過激派の拠点を襲撃させる。
シュラーン（Sh'Raan）
船長名不明。追放を装ってマザールから脱出したヴラー大使を引き取るため、エンタープライズと合流した船。エンタープライズを取り囲んでいたマザール船3隻をいとも簡単に降伏させる。マザール船と交戦したうえ、マザール人に船内に乗り込まれ銃を突き付けられているアーチャー船長らの様子を映像通信で見ていながら、開口一番「アーチャー船長、何かトラブルかね」と言い放つなど、船長は一癖ある人物である。
タルキアー（Tal'kir）
船長名不明。偶然に未来のタイムポッドを回収したことから、ソリア人やスリバン人に襲われるはめに陥ったエンタープライズからの救援要請に応じる船。ランデブーポイントに向かう途中、ソリア船団の襲撃を受け航行不能なまでに損傷したが、幸いにも人的被害は無かった。トラブルに巻き込んで被害を与えたことを気に病み謝罪するアーチャー船長に対し、タルキアーの船長は「船は代えがきく」と言って気遣う。
ティムール（Ti'Mur）
ヴァニク船長の指揮。彗星を観察するエンタープライズのクルーを観察するため現れた船。ヴァニク船長は地球人を見下している22世紀の典型的なバルカン人でアーチャー船長との関係も険悪だったが、アーチャー船長がプライドを捨てて彗星の表面で身動きが取れなくなったシャトルの救出を要請すると、これに応じる。
セレヤ（Seleya）
トゥエレル司令官の指揮。『Star Trek: Legacy』に登場。